# Líná zátoka
Líná zátoka (v originále Ma Loute) je francouzský hraný film z roku 2016, který režíroval Bruno Dumont podle vlastního scénáře. Snímek měl světovou premiéru na filmovém festivalu v Cannes dne 13. května 2016. Film byl devětkrát nominován na cenu César včetně těch za nejlepší film, nejlepší režii a nejlepšího herce, ale nezískal žádné ocenění.

## Děj
V létě 1910 u řeky Slack na Opálovém pobřeží vyšetřuje inspektor Machin a jeho zástupce Malfoy záhadná zmizení. Ocitnou se uprostřed milostného příběhu mezi Ma Loutem, nejstarším synem rodiny rybářů se zvláštní morálkou, a Billie Van Peteghem, dcerou bohaté, dekadentní rodiny z Tourquennu.

## Obsazení
| Fabrice Luchini           | André Van Peteghem                                   |
| Juliette Binocheová       | Aude Van Peteghem, Andrého sestra                    |
| Valeria Bruni Tedeschiová | Isabelle Van Peteghem, Andrého manželka a sestřenice |
| Jean-Luc Vincent          | Christian Van Peteghem, Andrého bratranec a švagr    |
| Thierry Lavieville        | Brufort, otec                                        |
| Caroline Carbonnier       | Brufort, matka                                       |
| Lauréna Thellier          | Gaby Van Peteghem, dcera Andrého a Isabelle          |
| Manon Royère              | Blanche Van Peteghem, dcera Andrého a Isabelle       |
| Didier Despres            | policejní inspektor Alfred Machin                    |

## Ocenění
- Cahiers du Cinéma: umístěn na 5. místě v Top 10 za rok 2016
- Lumières: nominace pro nejnadějnější herečku (Raph)
- César: nominace v kategoriích nejlepší film, nejlepší režie (), nejlepší původní scénář (), nejlepší herec (Fabrice Luchini), nejlepší herečka ve vedlejší roli (Valeria Bruni Tedeschi), nejslibnější herečka (Raph), nejlepší výprava (Riton Dupire-Clément), nejlepší kostýmy (Alexandra Charles), nejlepší kamera (Guillaume Deffontaines)